# Варгич, Иван
Иван Варгич (хорв. Ivan Vargić; 15 марта 1987, Джяково) — хорватский футболист, вратарь.

## Карьера
Начал играть в футбол в «Джяково-Кроации», в 2005 году перешёл в «Осиек». Долгое время играл на правах аренды за другие команды и за 5 сезонов сыграл менее 20 матчей за «Осиек», став основным только в сезоне 2012/13. Зимой 2013 года перешёл в «Риеку». Выиграл с командой Кубок и Суперкубок Хорватии в 2014 году. Своей успешной игрой привлёк внимание европейских клубов, и в феврале 2016 года перешёл в «Лацио», который оставил его на правах аренды в «Риеке» до конца сезона.
Играл за различные юношеские и молодёжные сборные Хорватии. В первой сборной дебютировал 12 ноября 2014 года, сыграв в товарищеском матче против сборной Аргентины. Вошёл в заявку сборной на чемпионат Европы 2016 года.